# Long May You Run
Albums par Stephen Stills
Illegal Stills
(1976) Still Stills: The Best of Stephen Stills
(1976)
Albums par Neil Young
Zuma
(1975) American Stars 'n Bars
(1977)
Long May You Run est l'unique album du Stills-Young Band, il s'agit d'une collaboration entre Stephen Stills et Neil Young. Les autres musiciens sont des membres du groupe de Stephen Stills.

## Titres
1. Long May You Run (Neil Young) – 3:53
2. Make Love to You (Stephen Stills) – 5:10
3. Midnight on the Bay (Neil Young) – 3:59
4. Black Coral (Stephen Stills) – 4:41
5. Ocean Girl (Neil Young) – 3:19
6. Let It Shine (Neil Young) – 4:43
7. 12/8 Blues (All the Same) (Stephen Stills) – 3:41
8. Fontainebleau (Neil Young) – 3:58
9. Guardian Angel (Stephen Stills) – 5:40

## Musiciens
- Neil Young - guitare, piano, harmonica, synthétiseur, chant
- Stephen Stills - guitare, piano, chant
- George "Chocolate" Perry - basse, chœurs
- Jerry Aiello - orgue, piano
- Joe Vitale - batterie, flûte, chœurs
- Joe Lala - percussions, chœurs